# Reifenberg (Adelsgeschlecht)

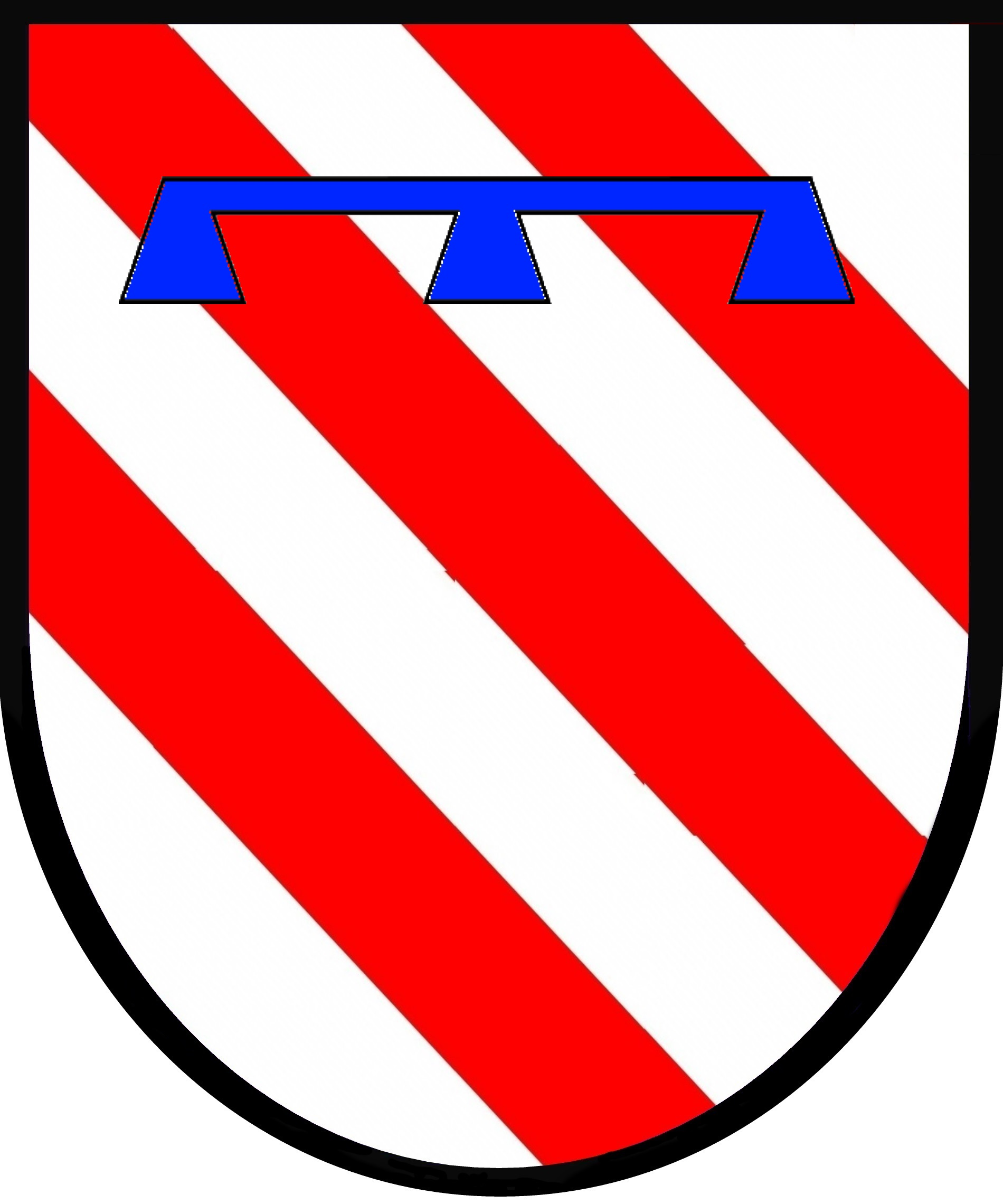
Wappen derer von Reiffenberg

Reifenberg (oder Reiffenberg) ist der Name eines deutschen Adelsgeschlechts, das im Westerwald und Taunus ansässig war.

## Geschichte

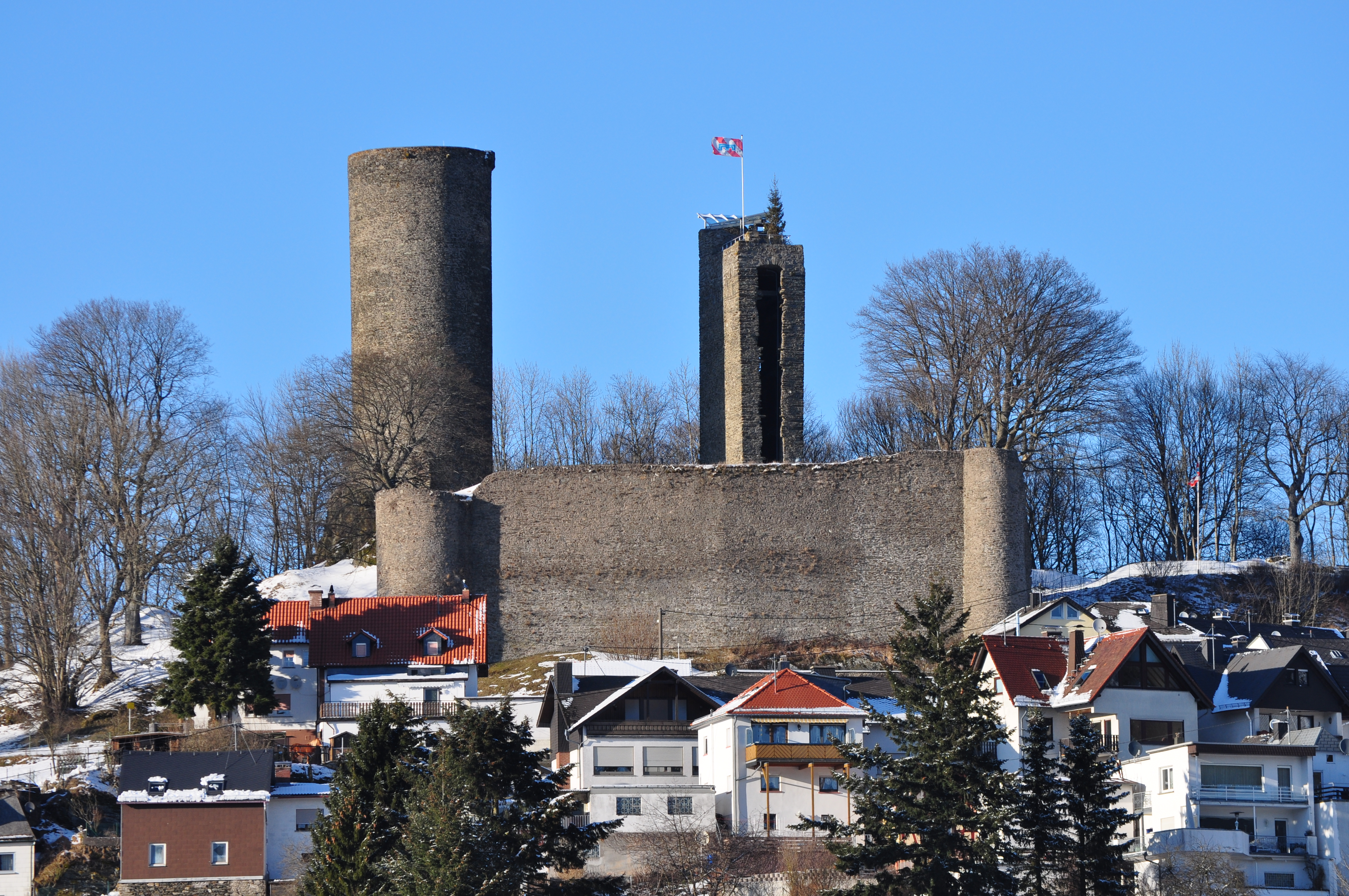
Burg Reifenberg

Stammsitz derer von Reifenberg war Burg Reifenberg (Errichtung ca. 1215) in Oberreifenberg.
1331 finden wir die erste urkundliche Erwähnung der Burg Reifenberg. In der ersten Hälfte des 13. Jahrhunderts hatte sich die Reifenberger Sippe in zwei Linien geteilt: in die Wetterauer (auf der Stammburg Reifenberg verbleibend) und in die Weller Linie, die sich im Westerwald ansiedelte und sich im 14. Jahrhundert, als Burgmannen der Grafen von Sayn, den am Fuß der Burg Sayn gelegenen Burgmannshof errichtete, der später zum heutigen Schloss Sayn umgebaut wurde.
Von der Weller Linie zweigte sich um 1500 die sogenannte belgische Linie mit weiteren Zweigen in Luxemburg und in Frankreich ab; sie erlosch im frühen 20. Jahrhundert. Ihr berühmtester Vertreter ist  der Historiker und königliche Bibliothekar  Frédéric von Reiffenberg (1795–1850).
Das Geschlecht derer von Hattstein (alte Schreibweise auch: „Hazechenstein“) war auf das Engste mit dem Geschlecht derer von Reifenberg (alte Schreibweise auch: „Riffinberg“, vielfach auch die Schreibweise Reiffenberg) verwandt, wenn nicht gar identisch. Es wurde auch ein identisches Wappen geführt. Diese ritterliche Familie stammte ursprünglich aus der Westerwälder Gegend nördlich der Lahn oder aus der Gegend um Limburg. Stammsitz derer von Hattstein war die wahrscheinlich schon im 12. Jahrhundert erbaute Burg Hattstein bei Schmitten, rund vier Kilometer von der Burg Reifenberg entfernt.
1226 verstarb ein Conrad zu Hattstein, den Gensicke für den Bruder Cuno von Hattsteins hält, der wiederum mit dem 1234 nochmals erwähnten „Cuno von Reifenberg“ identisch gewesen sein soll. Auf den 30. November 1235 datiert eine Schenkungsurkunde, in der die Zisterzienserinnen des Klosters Heilsbruck von den miteinander verwandten Herren Peter von Dehrn und Kuno (Cono) von Reifenberg sowie deren Frauen Güter für das neu gegründete Kloster Gnadenthal erhielten.
Im Vorfeld der Kronberger Fehde hatte die Stadt Frankfurt 1377 Preise für die Ergreifung u. a. der Cronberger sowie von Emerich Kobels von Reifenberg und Hennes von Reifenberg ausgesetzt.
Ein Ritter Johan von Reifenberg und ein Edelknecht Kuno von Reifenberg gehören zu den Gründungsmitgliedern des Löwenbundes in Wiesbaden (1379).
In der Kronberger Fehde 1389 erklärte auch Cuno von Reifenberg der Stadt Frankfurt die Fehde.
1410 verpfändet Graf Adolf zu Nassau seinen Anteil an Schloss Sonnenberg an Hennichin von Reifenberg.
1432 wird Junker Marsilius von Reifenberg, Sohn des verstorbenen Herrn Johann von Reifenberg, als Zeuge sowie Amtmann der Grafschaft Diez angeführt. 1439 wurde die Burg Wallrabenstein („Schloß Walrabenstein“) von Graf Johann von Nassau an Marsilius von Reifenberg verpfändet.

## Wappen

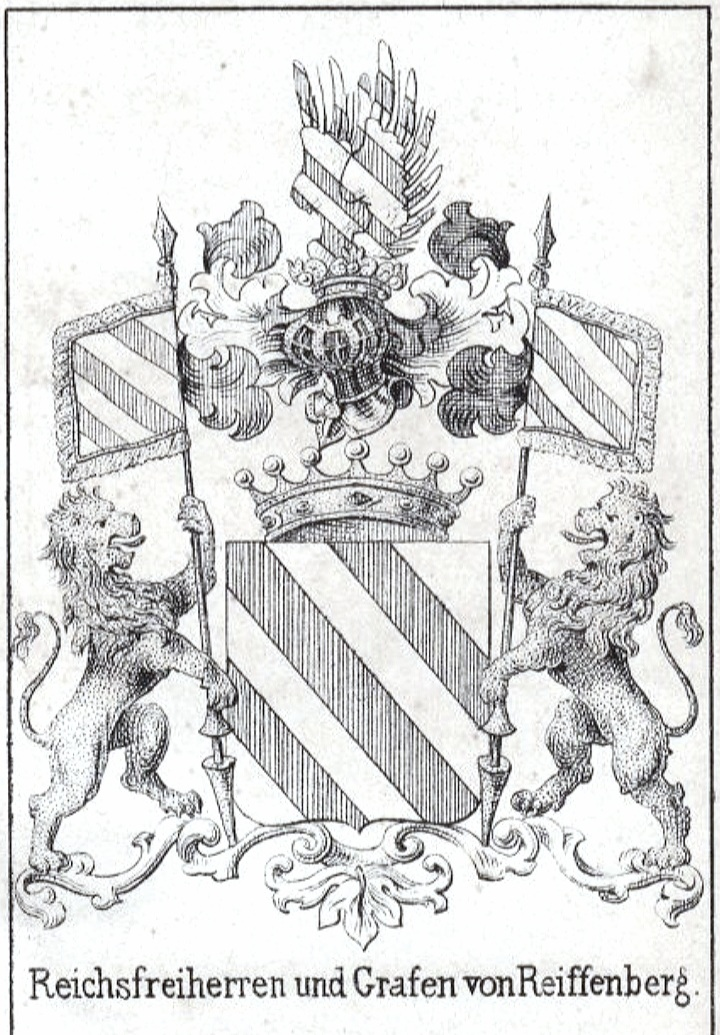
Wappen derer von Reiffenberg, 1840

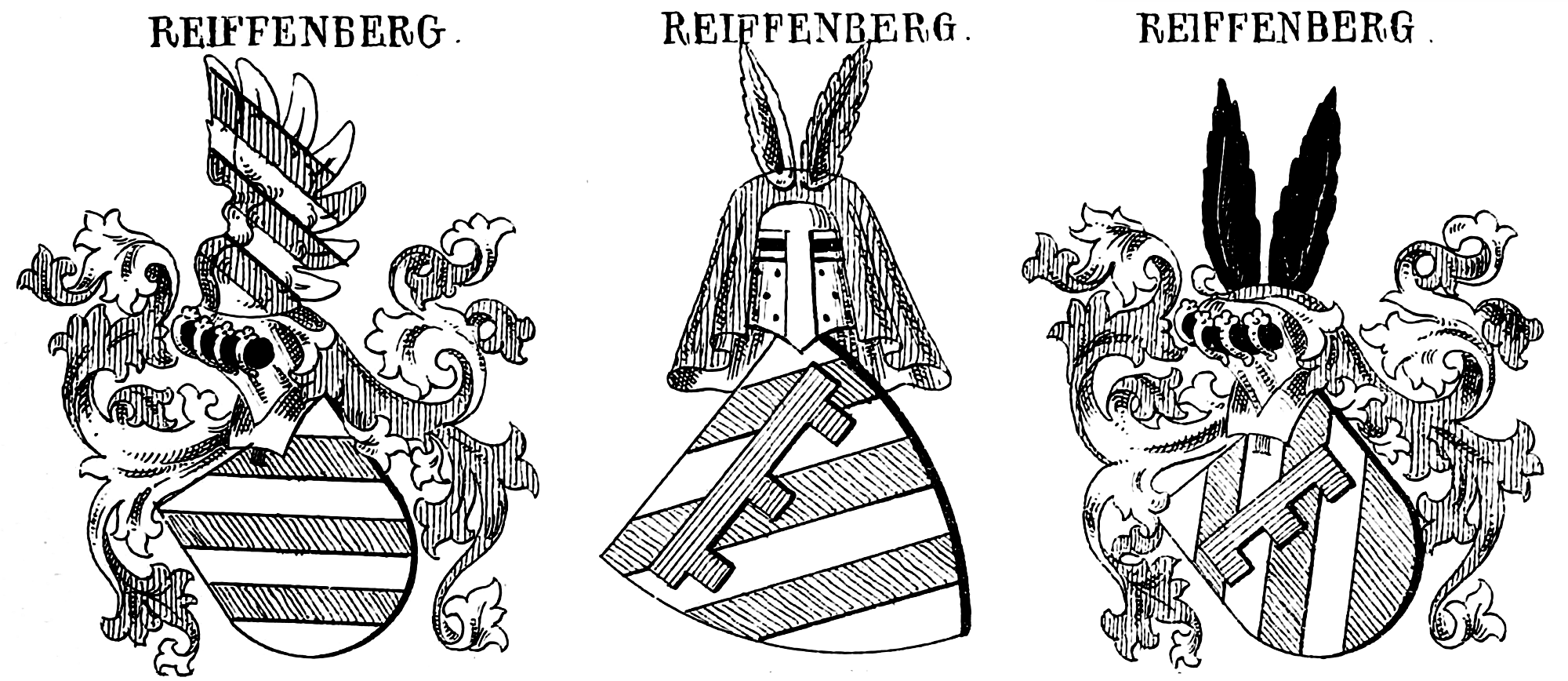
Wappen derer von Reiffenberg in Siebmachers Wappenbuch, 1882

- Das Stammwappen zeigt einen sechsmal von Silber und Rot schrägrechts geteilten Schild. Auf dem Helm mit rot-silbernen Decken ein wie der Schild bezeichneter geschlossener Flug.
- Die 1686 erloschene Linie führte denselben Schild, vermehrt mit einem dreilatzigen blauen Turnierkragen und auf dem Helm zwei Eselsohren, rechts silber und links rot oder beide schwarz.[11]

## Die Oberhäupter des Hauses Reifenberg
- Philipp von Reifenberg, Kaiserlicher Kriegsrat, Kurfürstlich Mainzerischer Rat und Amtmann; † 1548.
- Philipp von Reifenberg (verheiratet 1570); † 1582
- Johann Heinrich Freiherr von Reifenberg, Kaiserlicher Rat und Kammerherr; † 4. März 1628 (1613 in den Freiherrenstand versetzt)
- Philipp Ludwig Freiherr von Reiffenberg, Domherr zu Mainz und Trier; † 23. März 1686[12]

Mit Philipp Ludwig starb die Wetterauer Linie des Geschlechts Reifenberg in männlicher Linie aus. Philipp Ludwigs Schwester Johanna Walpurgis heiratete Johann Lothar von Walbott-Bassenheim. Die Reifenberger Besitzungen im Taunus gingen damit in den Besitz der Grafen Waldbott von Bassenheim über.
Die Weller Linie endete mit folgenden Personen:
- Johann Philipp von Reiffenberg  (* 1645 in Sayn; † 4. Februar 1722)
- Anselm Friedrich Anton von Reiffenberg  (* 10. Februar 1685; † 21. Dezember 1739)